# Ūzī (Varzaqan)
Ūzī (persisch اوزی, auch bekannt als Yuzi) ist ein Dorf im Distrikt Bakrabad, im Zentralbezirk des Varzaqan, in der Provinz Ost-Aserbaidschan im Iran. Beim Zensus 2006 betrug die Bevölkerung 161 Personen, verteilt auf 32 Familien. Die Bevölkerung des Dorfes setzt sich überwiegend aus ethnischen Aserbaidschanern zusammen. Ūzī verfügt über eine Grundschule.
Das Ortsgebiet war am 19. Mai 2024 Schauplatz eines Hubschrauberabsturzes, bei dem unter anderen der iranische Präsident Ebrahim Raisi und der iranische Außenminister Hossein Amir-Abdollahian ums Leben kamen.